# Лацга
Лацга (груз. ლაცგა; 4019 м) — одна из вершин Главного Кавказского хребта в массиве Лацга-Чегеттау над сходами Джантуганского плато в области Сванетия, Грузия. Южные склоны горы и прилегающие долины покрывает ледник Лекзири. Популярна среди альпинистов.